# Drive by wire
Drive by wire, DbW, by-wire, steer-by-wire, fly-by-wire o x-by-wire tecnología en la industria automotriz es el uso de sistemas eléctricos o electromecánicos para realizar funciones del vehículo tradicionalmente logradas por medios mecánicos. vínculos. Esta tecnología reemplaza los sistemas de control mecánico tradicionales con sistemas de control electrónico que utilizan actuadores electromecánicos e interfaces hombre-máquina, como emuladores de sensación de pedal y dirección. Los componentes como la columna de dirección, ejes intermedios, bombas, mangueras, correas, enfriadores y servos de vacío y cilindros maestros se eliminan del vehículo. Es similar a los sistemas fly-by-wire que se utilizan ampliamente en la industria de la aviación.
Los ejemplos incluyen el control electrónico del acelerador y el freno por cable .

## Ventajas
El sistema de aceleración electrónico es significativamente más liviano, lo que reduce el peso en los automóviles modernos. Son más fáciles de reparar y ajustar, ya que un técnico puede simplemente conectar una computadora y dejar que la computadora realice la sintonización. El uso de un sistema de control electrónico también permite un control mucho más preciso de la apertura del acelerador en comparación con un cable que se estira con el tiempo. También permite que los fabricantes programen la respuesta del acelerador.
Debido a que el volante se puede pasar por alto como un dispositivo de entrada, la seguridad se puede mejorar al proporcionar una intervención controlada por computadora de los controles del vehículo con sistemas como el control electrónico de estabilidad (ESC), el control de crucero adaptativo y los sistemas de asistencia de carril. Algunos sistemas, con las modificaciones apropiadas, permiten el control mediante computadoras portátiles o incluso controladores de juegos.
La ergonomía se puede mejorar con la cantidad de fuerza y el rango de movimiento requerido por el conductor y con una mayor flexibilidad en la ubicación de los controles. Esta flexibilidad también amplía significativamente el número de opciones para el diseño del vehículo.

## Desventajas
Los sistemas de conducción por cable pueden ser " pirateados " y su control modificado o apagado, ya sea por conexiones alámbricas o inalámbricas. Cada sistema drive-by-wire genera más motores en el vehículo y por lo tanto un mayor consumo de energía. Por ejemplo, la tecnología drive-by-wire agrega motores actuadores para crear el par necesario para girar las ruedas y un transductor de retroalimentación para crear la "sensación de carretera" en el volante.
Otra desventaja del sistema drive-by-wire es el notable retraso entre pisar el acelerador y sentir que el motor responde, causado por los retrasos de propagación inherentes del sistema drive-by-wire. Sin embargo, en los últimos años una variedad de "controladores de aceleración" han llegado al mercado para contrarrestar este retraso; como los controladores de acelerador iDRIVE y Windbooster.
El paradigma de conducción por cable abandona la tradición a prueba de fallas de componentes tales como la dirección asistida donde el potencial de falla de un enfoque sofisticado está cubierto por la capacidad del sistema mecánico subyacente más simple para proporcionar una funcionalidad de respaldo.

## Usos en turismos

### Acelerador por cable
Este sistema ayuda a lograr la propulsión del vehículo por medio de un acelerador electrónico sin cables desde el pedal del acelerador hasta la válvula de mariposa del motor. En los vehículos eléctricos, este sistema controla los motores eléctricos detectando la entrada del pedal del acelerador y enviando comandos a los módulos inversores de potencia.

### Freno por cable
Un sistema de freno por cable puro eliminaría por completo la necesidad de un sistema hidráulico mediante el uso de motores para accionar las pinzas, en comparación con la tecnología existente actualmente en la que el sistema está diseñado para proporcionar esfuerzo de frenado mediante la creación de presión hidráulica en las líneas de freno.

### Cambio por cable
La dirección de movimiento del vehículo, adelante, reversa, se establece comandando los actuadores dentro de la transmisión a través de comandos electrónicos basados en la entrada actual del conductor, estacionamiento, reversa, neutral o conducción.

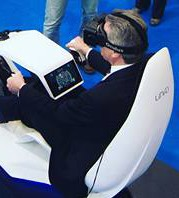
El comisario europeo Günther Oettinger prueba el sistema de dirección por cable Uniti en la edición CeBit de 2016.

Un automóvil equipado con un sistema de dirección por cable puede conducir sin una columna de dirección. El control de la dirección de las ruedas se establecerá a través de motores eléctricos que son accionados por ECU que monitorean las entradas del volante por parte del conductor.
El primer vehículo de producción en implementar esto fue el Infiniti Q50, pero después de comentarios negativos, adaptaron la dirección hidráulica tradicional. Su implementación en vehículos de carretera está limitada por preocupaciones sobre la confiabilidad, aunque se ha demostrado en varios vehículos conceptuales como el Mercedes-Benz Unimog de ThyssenKrupp Presta Steering, Hy-wire y Sequel de General Motors, Saabs Prometheus y Mazda Ryuga. Un sistema SbW de rueda trasera de Delphi llamado Quadrasteer se usa en algunas camionetas, pero ha tenido un éxito comercial limitado.
En las 24 Horas de Nürburgring de 2020, un Porsche Cayman GT4 equipado con un sistema de dirección electrónica de Schaeffler Paravan Technologie terminó la carrera en el segundo lugar de su clase (29° en la general). En la carrera de 2021, un Mercedes-AMG GT3 que utilizó el mismo sistema terminó 16.º en la general.

### Parque por cable
El trinquete de estacionamiento en una transmisión automática tradicional tiene un vínculo mecánico con la palanca de cambios y bloquea la transmisión en la posición de estacionamiento cuando el vehículo está en Estacionamiento. Un sistema de estacionamiento por cable utiliza comandos electrónicos para accionar el trinquete de estacionamiento mediante un motor cuando el conductor estaciona el vehículo.

## Sistemas críticos de seguridad
Las fallas en las unidades de control electrónico utilizadas para implementar estos funcionalistas de conducción por cable pueden conducir a situaciones potencialmente peligrosas en las que la capacidad del conductor para controlar el vehículo dependerá del escenario operativo del vehículo. Por ejemplo, la aceleración involuntaria, la pérdida de frenado, la dirección involuntaria, el cambio en la dirección incorrecta y el deslizamiento involuntario son algunos de los peligros conocidos. La implementación de sistemas de transmisión por cable requiere pruebas y validaciones exhaustivas, como es el caso cuando se introduce cualquier tecnología nueva.
Recientemente se ha demostrado que algunos de estos sistemas son susceptibles de piratería, lo que permite el control externo del vehículo. Si bien, en general, las demostraciones de piratería como la activación remota de la bocina o los limpiaparabrisas/lavaparabrisas caen en la categoría de "molesta o divertida", otros pirateos que involucran el acelerador, los frenos y la transmisión tienen implicaciones de seguridad mucho más serias.